# Терон (Канзас)
Терон (енгл. Turon) град је у америчкој савезној држави Канзас.

## Демографија
По попису из 2010. године број становника је 387, што је 49 (-11,2%) становника мање него 2000. године.
| Група             | 2000.       | 2010.       |
| Белци             | 393 (90,1%) | 307 (79,3%) |
| Афроамериканци    | 2 (0,5%)    | 0 (0,0%)    |
| Азијати           | 0 (0,0%)    | 0 (0,0%)    |
| Хиспаноамериканци | 32 (7,3%)   | 48 (12,4%)  |
| Укупно            | 436         | 387         |